# Alchemilla alpigena
Alchemilla alpigena é uma espécie de rosácea do gênero Alchemilla, pertencente à família Rosaceae.